# Igelboda

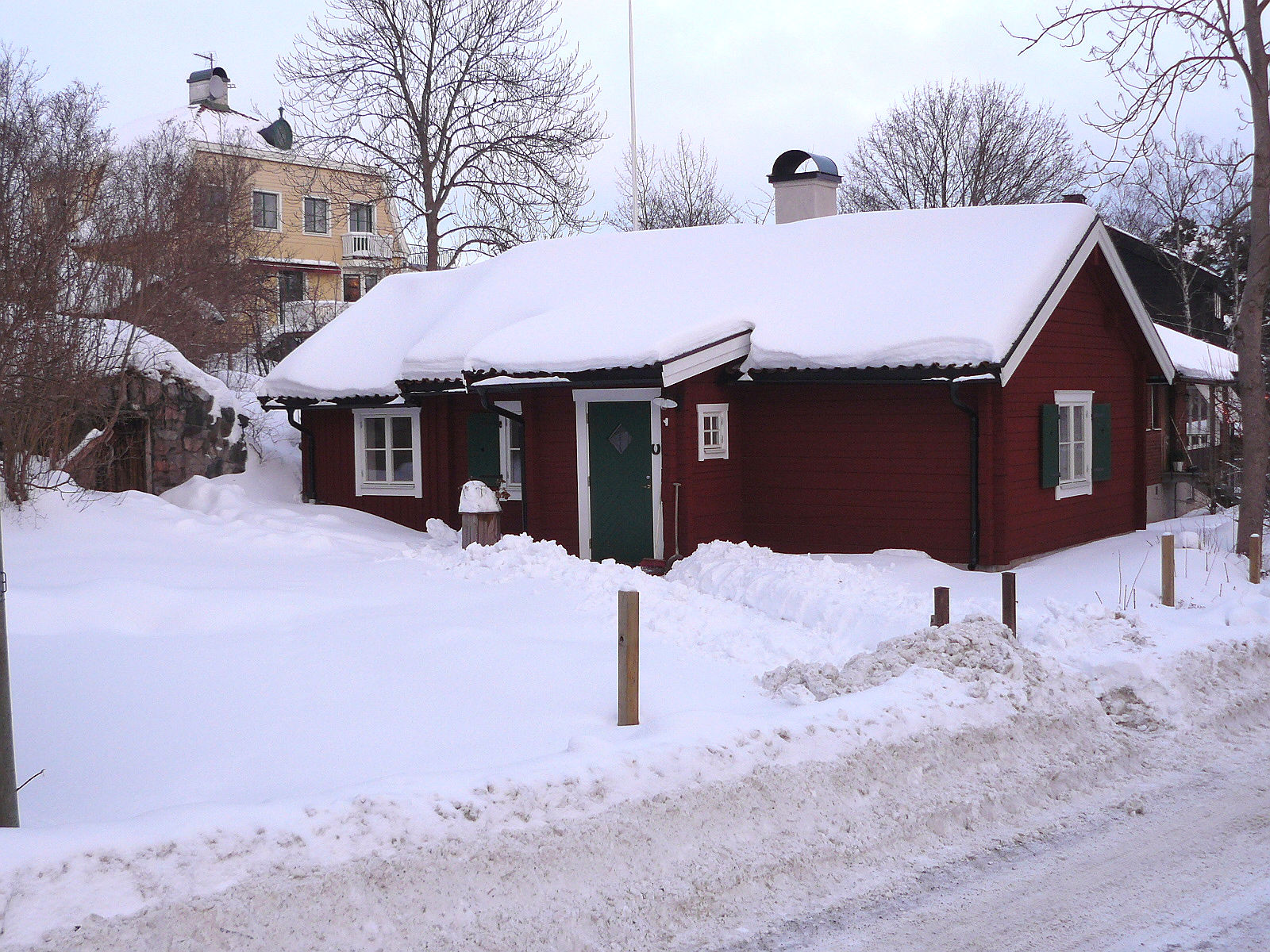
Det rekonstruerade Igelbodatorpet, februari 2010. Till vänster den ursprungliga jordkällaren, i bakgrunden en av traktens många villor.

Igelboda är ett bostadsområde som utgör nordvästra delen av tätorten Saltsjöbaden i Nacka kommun. Där finns en grenstation för Saltsjöbanan.
Området gränsar i norr till Lännerstasundet, i söder till Neglinge, i väster till Fisksätra och Ljuskärrsberget, och i öster till Skogsö.

## Historia
Igelboda var ursprungligen ett torp, känt i skrift från 1700-talet och framåt. På 1723 års karta över Erstaviks ägor finns ännu inte torpet, bara en åkervret tillhörig Neglinge by. Gårdsplatsen ligger idag på Sätravägen 29. Den gamla parstugan från 1780-talet, som hade blivit svårt förfallen, revs 2007 och ersattes med en rekonstruktion.

## Järnvägsstation

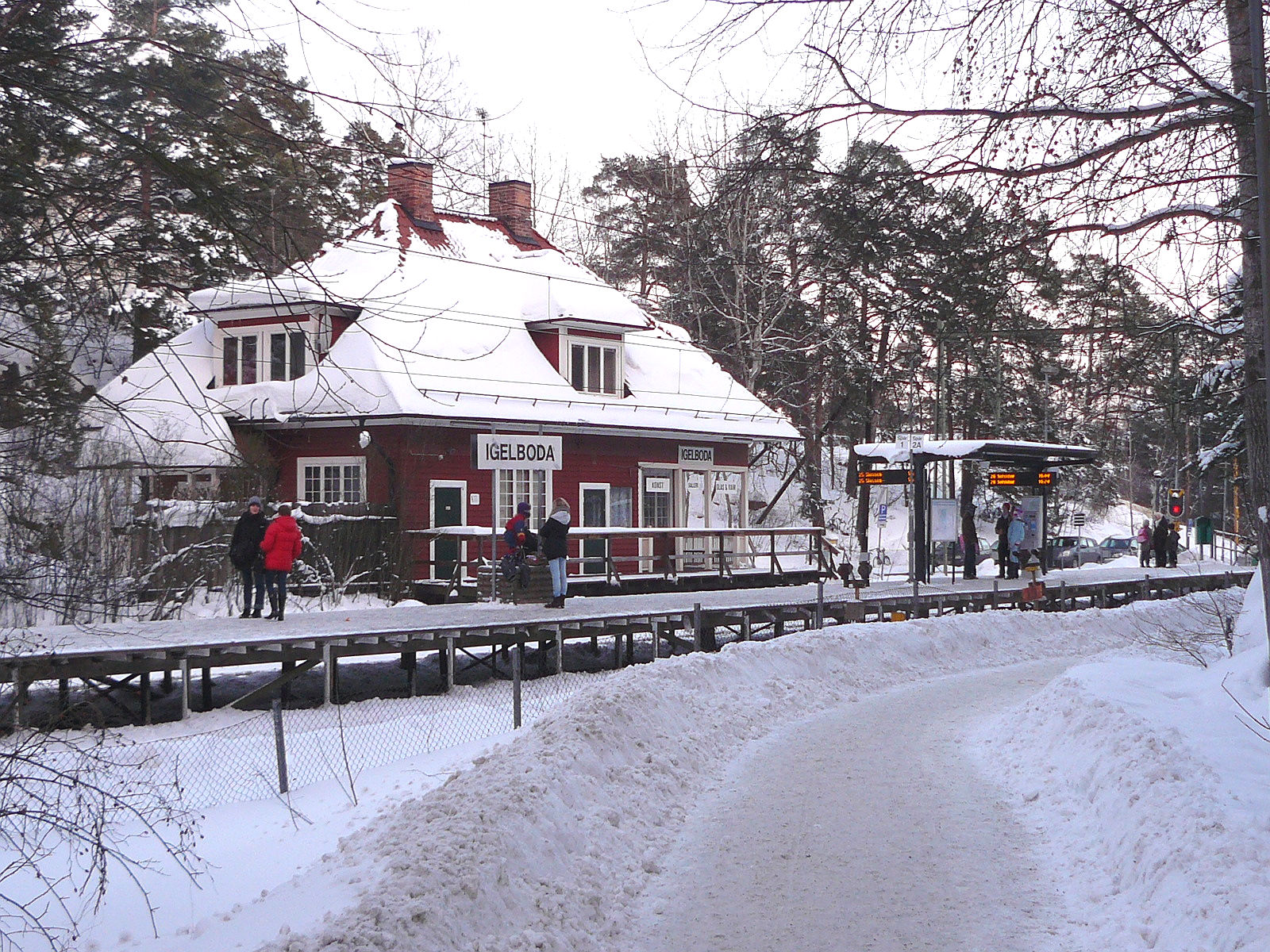
Järnvägsstation, februari 2010

I området finns en av  Saltsjöbanans stationer. Vid stationen sker tågbyte för resande från Solsidan till Stockholm eller omvänt.